# The Truth Is... (album de Theory of a Deadman)
Pour les articles homonymes, voir The Truth Is....
Albums de Theory of a Deadman
Scars and Souvenirs
(2008)
Singles
1. Lowlife
Sortie : 17 mai 2011
2. Out of My Head
Sortie : 14 juin 2011
3. Bitch Came Back
Sortie : 15 août 2011
4. Hurricane
Sortie : 17 janvier 2012
5. Gentleman
Sortie : septembre 2012
6. Head Above Wate
Sortie : octobre 2012

The Truth Is... est le quatrième album du groupe canadien Theory of a Deadman, sorti en 2011.

## Liste des chansons
| 1.    | Lowlife                                   | 3:25 |
| 2.    | B**** Came Back                           | 3:39 |
| 3.    | Hurricane                                 | 4:17 |
| 4.    | Out of My Head                            | 3:57 |
| 5.    | Gentleman                                 | 3:28 |
| 6.    | Love is Hell                              | 3:31 |
| 7.    | The Truth Is... (I Lied About Everything) | 3:27 |
| 8.    | Head Above Water                          | 3:32 |
| 9.    | Drag Me to Hell                           | 3:54 |
| 10.   | What Was I Thinking                       | 3:50 |
| 11.   | Easy to Love You                          | 4:19 |
| 12.   | We Were Men                               | 4:46 |
| 46:05 |                                           |      |